# Hino-gawa (Fukui)
La rivière Hino (日野川, Hino-gawa) est une rivière située dans la préfecture de Fukui au Japon.

## Géographie
La rivière Hino, longue de 71,5 km, prend sa source à 1 100 m au niveau de l'étang de Yashagaike à Minamiechizen. Elle suit un cours orienté vers le nord, traverse les villes d'Echizen, Sabae et Fukui, avant de se jeter dans le fleuve Kuzuryū.